# غول الدرج (ردفان)

تعديل مصدري - تعديل

غول الدرج هي إحدى قرى عزلة الحبيلين بمديرية ردفان التابعة لمحافظة لحج، بلغ تعداد سكانها 34 نسمة حسب تعداد اليمن لعام 2004.